# 日本の鉄道路線一覧 は-わ行
日本の鉄道路線一覧 は-わ行（にほんのてつどうろせんいちらん は-わぎょう）は、日本の鉄道路線を五十音順に並べたもののうち、名称がは・ま・や・ら・わ行、および英数字で始まる路線の一覧である。
| 日本の鉄道路線一覧 |         | |        |        |
| あ-か行            | さ-な行 | は-わ行・英数字 |        |        |
|                    |         | \| は \| ひ \| ふ \| へ \| ほ \| \| ま \| み \| む \| め \| も \| \| や \| \| ゆ \| \| よ \| \| ら \| り \| る \| れ \| ろ \| \| わ \| \| 英数字 \| 英数字 \| 英数字 \| |        |        |
| 関連項目           |         | |        |        |
| は                 | ひ      | ふ | へ     | ほ     |
| ま                 | み      | む | め     | も     |
| や                 |         | ゆ |        | よ     |
| ら                 | り      | る | れ     | ろ     |
| わ                 |         | 英数字 | 英数字 | 英数字 |

## 凡例
- この一覧では、『鉄道要覧』に記載されている路線名称を正式のものとして記載している。ただし、JRにおいて「○○本線」の名称が使用されている路線は、例外的に『鉄道要覧』とは異なる「本線」表記で記載する。
  - 正式の名称のほか、愛称、通称が設定されているものについても記載した。各事業者により公式に用いられていない名称は原則として記載していないが、ウィキペディア日本語版において記事名となっているものについてはこの限りではない。
  - 現存しない路線や旧名称は記載しないが、現存する路線に対して過去に使用された愛称は便宜上記載している。
  - 固有の運行形態を持たない総称（大津線、日本海縦貫線など）は、記載していない。

- 路線名の後の括弧内は、鉄道事業者ないし軌道事業者として路線を管轄する事業者の名称である。

以下の項目も参照のこと。
- 日本の地域別鉄道路線一覧 - 地域別に並んでいる。
- 日本の廃止鉄道路線一覧 - 廃止された鉄道路線が地域別に並んでいる。

## は行

### は
- 拝島線（西武鉄道）
- 博多南線（西日本旅客鉄道）
- 博多臨港線（通称：日本貨物鉄道）
- 白島線（広島電鉄）
- 白新線（東日本旅客鉄道・日本貨物鉄道）
- 伯備線（西日本旅客鉄道・日本貨物鉄道）
- 箱崎線（通称：福岡市交通局）
- 函館本線（北海道旅客鉄道・日本貨物鉄道）
- 箱根十国峠ケーブルカー（旧愛称：十国峠）
- 箱根十国峠パノラマケーブルカー（愛称：十国峠）
- 箱根登山線（通称：小田急箱根）
- 箱根登山ケーブルカー（愛称：小田急箱根）
- 羽衣線（通称：西日本旅客鉄道）
- 羽島線（名古屋鉄道）
- 八王子線（四日市あすなろう鉄道・四日市市）
- 八高線（東日本旅客鉄道）
- 八戸線（東日本旅客鉄道・日本貨物鉄道）
- 八戸臨海鉄道線（八戸臨海鉄道）
- 花咲線（愛称：北海道旅客鉄道）
- 花園線（伊予鉄道）
- 花輪線（東日本旅客鉄道）
- ハピラインふくい線（ハピラインふくい）
- はまなすベイライン大湊線（愛称：東日本旅客鉄道）
- 原田線（愛称：九州旅客鉄道）
- 磐越西線（東日本旅客鉄道・日本貨物鉄道）
- 磐越東線（東日本旅客鉄道）
- 阪堺線（阪堺電気軌道）
- 阪神なんば線（阪神電気鉄道）
- 半蔵門線（通称：東京地下鉄）
- 半田線（衣浦臨海鉄道）
- 播但線（西日本旅客鉄道）
- 阪和線（西日本旅客鉄道）

### ひ
- 比叡山鉄道線（比叡山鉄道）
- 東成田線（京成電鉄）
- 東羽衣支線（通称：西日本旅客鉄道）
- 東山線（通称：名古屋市交通局）
- 東山本線（岡山電気軌道）
- 日頃市線（岩手開発鉄道）
- 尾西線（名古屋鉄道）
- 肥薩線（九州旅客鉄道）
- 肥薩おれんじ鉄道線（肥薩おれんじ鉄道・日本貨物鉄道）
- 日高本線（北海道旅客鉄道）
- 日田彦山線（九州旅客鉄道）
- 日比谷線（通称：東京地下鉄）
- 氷見線（西日本旅客鉄道・日本貨物鉄道）
- 昼飯線（西濃鉄道）
- 広島新交通1号線（広島高速交通）
- 広見線（名古屋鉄道）
- 琵琶湖線（愛称：西日本旅客鉄道）
- 品鶴線（通称：東日本旅客鉄道・日本貨物鉄道）

### ふ
- 福塩線（西日本旅客鉄道）
- 福島臨海鉄道本線（福島臨海鉄道）
- 福知山線（西日本旅客鉄道）
- 副都心線（通称：東京地下鉄）
- 福武線（福井鉄道）
- 福北ゆたか線（愛称：九州旅客鉄道）
- 富士急行線（通称：富士山麓電気鉄道）
- 不二越線（富山地方鉄道）
- 藤崎線（熊本電気鉄道）
- 富良野線（北海道旅客鉄道）
- フラワー長井線（山形鉄道）
- フルーツライン左沢線（愛称：東日本旅客鉄道）
- ブルーライン（愛称：横浜市交通局）

### へ
- 碧南線（衣浦臨海鉄道）
- 別所線（上田電鉄）
- 別府ラクテンチケーブル線（ラクテンチ）

### ほ
- 北条線（北条鉄道）
- 豊肥本線（九州旅客鉄道）
- 宝来・谷地頭線（函館市企業局交通部）
- ポートアイランド線（神戸新交通）
- ポートライナー（愛称：神戸新交通）
- 北神線（神戸市交通局）
- 北勢線（三岐鉄道）
- 北総線（北総鉄道・千葉ニュータウン鉄道）
- ほくほく線（北越急行）
- 北陸新幹線（東日本旅客鉄道・西日本旅客鉄道）
- 北陸本線（西日本旅客鉄道・日本貨物鉄道）
- 蛍茶屋支線（長崎電気軌道）
- 北海道新幹線（北海道旅客鉄道）
- ほっとスパ・ライン（愛称：野岩鉄道）
- 北方貨物線（通称：西日本旅客鉄道・日本貨物鉄道）
- 帆柱ケーブル線（皿倉登山鉄道・北九州市）
- 本線（近江鉄道）
- 本線（通称：大阪モノレール）
- 本線（黒部峡谷鉄道）
- 本線（京成電鉄）
- 本線（京浜急行電鉄）
- 本線（通称：相模鉄道）
- 本線（山陽電気鉄道）
- 本線（富山地方鉄道、鉄道線）
- 本線（富山地方鉄道、軌道線）
- 本線（長崎電気軌道）
- 本線（函館市企業局交通部）
- 本線（阪神電気鉄道）
- 本線（広島電鉄）
- 本四備讃線（西日本旅客鉄道・四国旅客鉄道・日本貨物鉄道）
- 本町線（伊予鉄道）
- 本牧線（神奈川臨海鉄道）

## ま行

### ま
- 舞鶴線（西日本旅客鉄道）
- 松戸線（京成電鉄）
- 摩耶ケーブル線（こうべ未来都市機構）
- 丸ノ内線（通称：東京地下鉄）
- 万葉線（愛称：万葉線）

### み
- 三ケ尻線（秩父鉄道）
- 三河線（名古屋鉄道）
- 三国芦原線（えちぜん鉄道）
- 水江線（神奈川臨海鉄道）
- 水島本線（水島臨海鉄道）
- 水間線（水間鉄道）
- 三角線（九州旅客鉄道）
- 三田線（通称：東京都交通局）
- 御岳登山ケーブル（通称：御岳登山鉄道）
- 水戸線（東日本旅客鉄道・日本貨物鉄道）
- 御堂筋線（通称：大阪市高速電気軌道）
- 湊線（ひたちなか海浜鉄道）
- みなとみらい線（通称：横浜高速鉄道）
- みなとみらい21線（横浜高速鉄道）
- 皆実線（広島電鉄）
- 南アルプスあぷとライン（愛称：大井川鐵道）
- 南大阪線（近畿日本鉄道）
- 南リアス線（三陸鉄道）
- 美祢線（西日本旅客鉄道）
- 美濃赤坂線（通称：東海旅客鉄道・日本貨物鉄道）
- 箕面線（阪急電鉄）
- 身延線（東海旅客鉄道）
- 宮崎空港線（九州旅客鉄道）
- 宮島線（広島電鉄）
- 宮津線（WILLER TRAINS・北近畿タンゴ鉄道）
- 宮豊線（愛称：WILLER TRAINS）
- 宮福線（WILLER TRAINS・北近畿タンゴ鉄道）
- 宮舞線（愛称：WILLER TRAINS）
- 妙見線（能勢電鉄）
- 妙高はねうまライン（えちごトキめき鉄道・日本貨物鉄道）

### む
- 牟岐線（四国旅客鉄道）
- 無軌条電車線（立山黒部貫光）
- 武庫川線（阪神電気鉄道）
- 武蔵野線（東日本旅客鉄道・日本貨物鉄道）
- 室蘭本線（北海道旅客鉄道・日本貨物鉄道）

### め
- 名港線（通称：名古屋市交通局）
- 名松線（東海旅客鉄道）
- 名城線（通称：名古屋市交通局）
- 目黒線（東急電鉄）

### も
- 真岡線（真岡鐵道）
- 門司港レトロ観光線（平成筑豊鉄道・北九州市）
- 本山支線（通称：西日本旅客鉄道）
- 桃太郎線（愛称：西日本旅客鉄道）
- 森と水とロマンの鉄道（愛称：東日本旅客鉄道）

## や行

### や
- 八栗ケーブル（通称：四国ケーブル）
- 安野屋線（富山地方鉄道）
- 八ヶ岳高原線（愛称：東日本旅客鉄道）
- 弥彦線（東日本旅客鉄道）
- 山形線（愛称：東日本旅客鉄道）
- 山形新幹線（愛称：東日本旅客鉄道）
- やまぎんレトロライン（旧愛称：平成筑豊鉄道）
- 山口線（西日本旅客鉄道）
- 山口線（西武鉄道）
- 山田線（東日本旅客鉄道）
- 山田線（近畿日本鉄道）
- 山手線（神戸市交通局）
- 大和路線（愛称：西日本旅客鉄道）
- 山手線（東日本旅客鉄道・日本貨物鉄道）
- 山鼻線（札幌市交通事業振興公社・札幌市交通局）
- 山鼻西線（札幌市交通事業振興公社・札幌市交通局）

### ゆ
- ゆいレール（愛称：沖縄都市モノレール）
- ユーカリが丘線（山万）
- 有楽町線（通称：西武鉄道）
- 有楽町線（通称：東京地下鉄）
- ゆとりーとライン（愛称：名古屋ガイドウェイバス）
- 湯の川線（函館市企業局交通部）
- 湯前線（くま川鉄道）
- 湯の山線（近畿日本鉄道）
- ゆふ高原線（愛称：九州旅客鉄道）
- 夢かもめ（愛称：神戸市交通局）
- ゆめ咲線（通称：西日本旅客鉄道）
- ゆりかもめ（愛称：ゆりかもめ）

### よ
- 八日市線（近江鉄道）
- 養老線（養老鉄道・養老線管理機構）
- 横川線（広島電鉄）
- 横河原線（伊予鉄道）
- 横須賀線（東日本旅客鉄道・日本貨物鉄道）
- 横浜線（東日本旅客鉄道・日本貨物鉄道）
- 予讃線（四国旅客鉄道・日本貨物鉄道）
- 吉野線（近畿日本鉄道）
- よしの川ブルーライン（愛称：四国旅客鉄道）
- 四つ橋線（通称：大阪市高速電気軌道）
- 予土線（四国旅客鉄道）
- 米坂線（東日本旅客鉄道）

## ら行

### ら
- ライトライン（愛称：宇都宮ライトレール）
- ラクテンチケーブル（通称：ラクテンチ）

### り
- リアス線（三陸鉄道）
- 陸羽西線（東日本旅客鉄道）
- 陸羽東線（東日本旅客鉄道）
- リニモ（愛称：愛知高速交通）
- 利府線（通称：東日本旅客鉄道）
- 竜ヶ崎線（関東鉄道）
- 両毛線（東日本旅客鉄道）
- りんかい線（愛称：東京臨海高速鉄道）
- 臨海副都心線（東京臨海高速鉄道）
- 臨海本線（京葉臨海鉄道）
- 臨海本線（仙台臨海鉄道）
- りんかんサンライン（旧愛称：南海電気鉄道）
- りんご畑鉄道（愛称：弘南鉄道）

### る
- 留萌本線（北海道旅客鉄道）

### れ
- 連絡線（伊予鉄道）

### ろ
- 六甲アイランド線（神戸新交通）
- 六甲ケーブル線（神戸六甲鉄道）
- 六甲ライナー（愛称：神戸新交通）

## わ行

### わ
- 若桜線（若桜鉄道・八頭町・若桜町）
- 若松線（愛称：九州旅客鉄道）
- 和歌山線（西日本旅客鉄道）
- 和歌山港線（南海電気鉄道・和歌山市）
- 和田岬線（通称：西日本旅客鉄道）
- わたらせ渓谷線（わたらせ渓谷鐵道）

## 英数字
- 1号線（千葉都市モノレール）
- 1号線（横浜市交通局）
- 1号線浅草線（東京都交通局）
- 1号線（空港線）（福岡市交通局）
- 1号線東山線（名古屋市交通局）
- 1号線（御堂筋線）（大阪市高速電気軌道）
- 1条線（札幌市交通事業振興公社・札幌市交通局）
- 2号線（千葉都市モノレール）
- 2号線（谷町線）（大阪市高速電気軌道）
- 2号線（箱崎線）（福岡市交通局）
- 2号線日比谷線（東京地下鉄）
- 2号線名城線及び名港線（名古屋市交通局）
- 3号線（横浜市交通局）
- 3号線銀座線（東京地下鉄）
- 3号線鶴舞線（名古屋市交通局）
- 3号線（七隈線）（福岡市交通局）
- 3号線（四つ橋線）（大阪市高速電気軌道）
- 4号線（横浜市交通局）
- 4号線（中央線）（大阪市高速電気軌道）
- 4号線丸ノ内線（東京地下鉄）
- 4号線丸ノ内線分岐線（東京地下鉄）
- 4号線名城線（名古屋市交通局）
- 5号線（千日前線）（大阪市高速電気軌道）
- 5号線東西線（東京地下鉄）
- 6号線（堺筋線）（大阪市高速電気軌道）
- 6号線桜通線（名古屋市交通局）
- 6号線三田線（東京都交通局）
- 7号線（長堀鶴見緑地線）（大阪市高速電気軌道）
- 7号線南北線（東京地下鉄）
- 8号線（今里筋線）（大阪市高速電気軌道）
- 8号線有楽町線（東京地下鉄）
- 9号線千代田線（東京地下鉄）
- 10号線新宿線（東京都交通局）
- 11号線半蔵門線（東京地下鉄）
- 12号線大江戸線（東京都交通局）
- 13号線副都心線（東京地下鉄）
- JR京都線（愛称：西日本旅客鉄道）
- JR神戸線（愛称：西日本旅客鉄道）
- JR宝塚線（愛称：西日本旅客鉄道）
- JR東西線（西日本旅客鉄道・関西高速鉄道）
- JRゆめ咲線（愛称：西日本旅客鉄道）
- Linimo（愛称：愛知高速交通）